# Louise Arbourová
Louise Arbourová (* 10. února 1947 Montréal) je kanadská právnička, prokurátorka a advokátka. V současné době je zástupkyní generálního tajemníka OSN pro mezinárodní migraci.

## Mladí a vzdělávání
Arbourová se narodila v Montréalu, Quebec Bernardovi a Rose Arbourovým, majitelům hotelového řetězce. Navštěvovala klášterní školu. V té době se její rodiče rozvedli. Jako redaktorka školního časopisu si získala pověst bezúhonnosti.
V roce 1967 promovala na vysoké škole Reginy Assumptové a pokračovala na univerzitu v Montréalu, kde v roce 1970 absolvovala LL.B. s vyznamenáním. V letech 1971–1972 se stala právní úřednicí pro spravedlnost Louis-Philippe Pigeon u Nejvyššího soudu v Kanadě, kde absolvovala postgraduální studium na Právnické fakultě na Ottawské univerzitě. Zde se setkala se svým dlouholetým partnerem Larrym Tamanem, se kterým žila 27 let. V rozhovoru pro rok 2014, označila Arbourová přesun z Quebecu do Ontaria za největší překážku, kterou musela překonat, aby uspěla v kariéře, protože celé její studium bylo ve francouzštině. V roce 1971 byla povolána do Quebecké komory a v roce 1977 do právnické společnosti v Kanadě.

## Kariéra

### Kanada
V letech 1971–1973 byla Arbourová výzkumnou pracovnicí Kanadské komise pro reformu práva. Poté vyučovala na fakultě v Osgoode Hall na York University. Byla místopředsedkyní Kanadského sdružení pro občanskou svobodu až do svého jmenování Nejvyšším soudem v Ontariu v roce 1990. V roce 1995 byla jmenována předsedkyní Komise vyšetřovacího zákona za účelem vyšetřování a hlášení událostí ve věznici pro ženy v Kingstonu v Ontariu po obvinění vězňů ze zneužívání.

### Hague
V roce 1996, na doporučení Richarda Goldstona, byla jmenována jeho náhradnicí jako hlavní žalobkyně Mezinárodního trestního tribunálu pro Rwandu v Arusze a Mezinárodního trestního tribunálu pro bývalou Jugoslávii (ICTY) v Haagu. Obvinila tehdejšího srbského prezidenta Slobodana Miloševiče za válečné zločiny, kdy byla poprvé vyslána k činu sloužící hlava státu u mezinárodního soudu. Dalšími obžalovanými byli Milan Milutinović, prezident Republiky Srbska, Nikola Šainović, místopředseda vlády Svazové republiky Jugoslávie, Dragoljub Ojdanić, náčelník generálního štábu ozbrojených sil Svazové republiky Jugoslávie a Vlajko Stojiljković, ministr vnitra Srbské republiky.

## Vyznamenání a ocenění
- LL.D. hon., Concordia University, 2001
- LL.D. hon., University of British Columbia, 2001
- LL.D. hon., Lakehead University, 2002
- LL.D. hon., Université de Picardie Jules Verne, Amiens, France, 2003.
- LL.D. hon., St. Francis Xavier University, 2003
- Life member of the Association of French Speaking Jurists of Ontario, 1992
- Award Medal of the University of Montreal, 1995.
- Award Medal of Women's Law Association (Toronto), 1996
- G. Arthur Martin Award Medal, Criminal Lawyers’ Association (Toronto), 1998
- Medal of Honour, Association internationale des procureurs, 1999
- Medal of Merit, Institut de recherches cliniques de Montréal, 1999
- Fondation Louise Weiss award, Paris, 1999
- Pennsylvania Bar Foundation's Second Annual Service to Humanity Award, Harrisburg (Pensylvánie), 2000
- Franklin & Eleanor Roosevelt Four Freedoms Medal (Freedom from Fear), Roosevelt Study Centre, Middleburg (Pays-Bas), 2000
- Women of Distinction Award, Toronto Hadassah-Wizo, 2000
- Peace Award, World Federalists of Canada, 2000
- Human Rights Award, Lord Reading Law Society, 2000
- Wolfgang Freidman Memorial Award, Columbia Law School, 2001
- EID-UL-ADHA Award, The Association of Progressive Muslims of Ontario, 2001
- Quebec Bar Medal, 2001

## Další ocenění
Kanadský film vyrobený pro TV Hunt for Justice (2005) je dokumentární dokument o práci Arbourové jako žalobkyně Mezinárodního trestního tribunálu pro bývalou Jugoslávii.

## Osobní život
Má tři dospělé děti: Emilie, Patrick a Catherine. Její dcera Emilie Taman byla kandidátkou NDP na kanadské volby v roce 2015 ve volebním obvodu Ottawa-Vanier. Má také tři vnoučata. Její dlouholetý partner Larry Taman byl kdysi zástupcem generálního prokurátora v Ontariu a pracoval s generálním prokurátorem Ianem Scottem.